# Belomorkanal (sigarette)
Belomorkanal (in russo Беломорканал?) è una marca di sigarette russa, originariamente prodotta dalla fabbrica di tabacco Urickij di Leningrado, nella allora Unione Sovietica.

## Storia
Il marchio Belomorkanal è stato introdotto nel 1932 per commemorare la costruzione del Canale Mar Bianco-Mar Baltico, noto anche come Belomorkanal. 
La Belomorkanal è una sigaretta senza filtro del tipo papirosa, composta da un tubo di cartone cavo prolungato da un sottile tubo di carta per sigarette con tabacco. 
Le Belomorkanal sono ancora prodotti in varie repubbliche post-sovietiche, in particolare in Russia, a Kam"janec'-Podil's'kyj (in ucraino Кам'янець-Подільський?) in Ucraina e a Hrodna (in bielorusso Гро́дна?; in russo Гро́дно?, Grodno; in polacco Grodno) in Bielorussia.
Le Belomorkanal sono utilizzate anche dai consumatori di cannabis, con le sigarette svuotate e riempite con una miscela di tabacco e marijuana.

## Mercati
Le sigarette Belomorkanal, sono ancora vendute in alcuni stati post-sovietici, tra cui Russia, Bielorussia e Ucraina.